# منع الأكياس البلاستيكية
منع الأكياس البلاستيكية هو قانون يُقيد استخدام الأكياس البلاستيكية خفيفة الوزن في مؤسسات تجارة التجزئة. في أوائل القرن الحادي والعشرين، كان هناك اتجاه عالمي نحو التخلص التدريجي من الأكياس البلاستيكية خفيفة الوزن. أكياس التسوق البلاستيكية ذات الاستخدام الواحد، المصنوعة عادةً من بلاستيك البولي إيثيلين منخفض الكثافة (LDPE)، يتم منحها تقليديًا للعملاء مجانًا من قبل المتاجر عند شراء البضائع؛ لطالما اعتبرت الحقائب وسيلة مريحة ورخيصة وصحية لنقل المواد. تشمل المشاكل المرتبطة بالأكياس البلاستيكية استخدام موارد غير متجددة( مثل النفط الخام والغاز والفحم)، صعوبات أثناء التخلص، وتأثيرات بيئية. تزامناً مع تقليل الأكياس البلاستيكية خفيفة الوزن، أدخلت المتاجر أكياس تسوق قابلة لإعادة الاستخدام.

## مشاكل

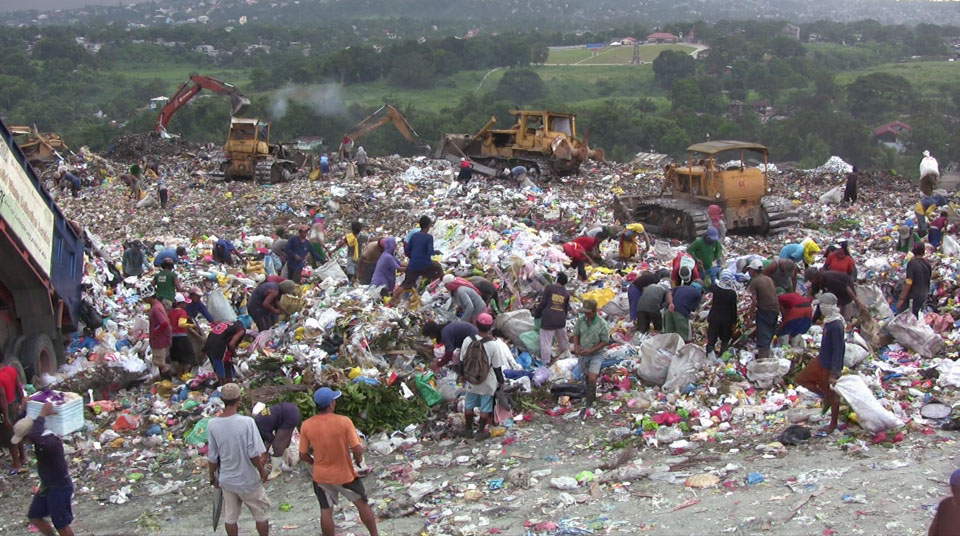
نفايات بلاستيكية على أكوام القمامة في الفلبين

تُسبب الأكياس البلاستيكية الكثير من القضايا البيئية والمحيطية الرئيسية والثانوية. القضية الأكثر شيوعًا في الأكياس البلاستيكية هي كمية القمامة الناتجة. ينتهي المطاف بالعديد من الأكياس البلاستيكية في الشوارع وبالتالي تتلوث منابع المياه الرئيسية والأنهار والجداول.

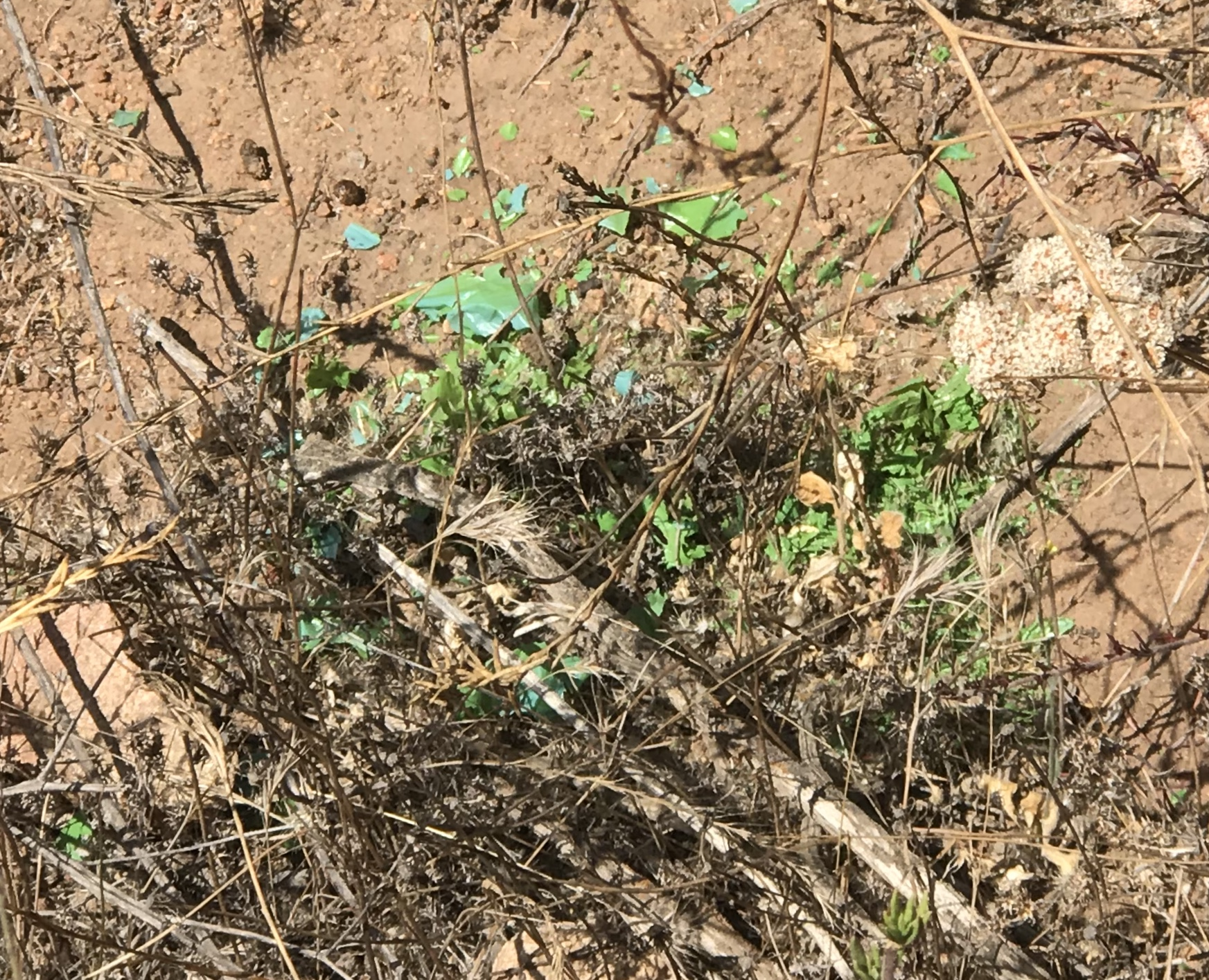
كيس بلاستيكي متحلل ضوئيًا متاخم لمسار المشي. تقريباً 2000 قطعة من 1 إلى 25 مم(1/32 بوصة إلى 1 بوصة)، ثلاثة أشهر من التعرض للهواء الطلق.

حتى عند التخلص منها بصورة صحيحة، فإنها تستغرق سنوات عديدة لتـتحلل وتتكسر، مولدةً كميات كبيرة من القمامة على مدى فترات طويلة من الزمن. تسببت الأكياس المُهملة بصورة غير صحيحة في تلوث المعابر المائية، وانسداد مجاري الصرف الصحي، ووُجدت في المحيطات، مؤثرةً على موطن الأحياء البحرية. ينتهي المطاف بكميات ضخمة من القمامة البلاستيكية في المحيطات كل عام، مُسببةً تهديدات للأنواع البحرية وارتباك السلسلة الغذائية البحرية. تُستعمر العديد من الأنواع الميكروبية على رُقاقات بلاستيكية مما يزيد من ضررها، وتُشكل رُقاقات البلاستيك؛ التي تُحركها الرياح بقع قمامة في أجزاء مختلفة من المحيطات. وتُقدر الأمم المتحدة أنه سيكون هناك المزيد من البلاستيك أكثر من الأسماك في المحيطات بحلول عام 2050؛ ما لم تتخذ البلدان أنظمة عاجلة؛ لتعزيز الإنتاج الفعال واستخدام وإدارة النفايات البلاستيكية طوال دورات حياتها.
تم العثور على الأكياس البلاستيكية للمساهمة في ظاهرة الاحتباس الحراري. بعد التخلص منها، في حالة تعرضها لأشعة الشمس القوية، ينتج سطح هذا البلاستيك كميات خطيرة من اثنين من الغازات الدفيئة- الميثان والإيثيلين. علاوة على ذلك، نظرًا لكثافته المنخفضة/ خصائص التفرع العالية، فإنه يتحلل بسهولة أكبر بمرور الوقت مقارنةً بالمواد البلاستيكية الأخرى؛ مؤديةً لمساحات سطحية مكشوفة أعلى، وتسارع إطلاق الغازات. إنتاج هذه الغازات الضئيلة من البلاستيك البكر؛ يزداد بشكل مُتضاعف مع مساحة السطح/ الوقت، وبالتالي فإن البولي إثيلين منخفض كثافة (LDPE) تنبعث منه الغازات الدفيئة؛ بمعدل غير مستدام أكثر، مقارنةً بالمواد البلاستيكية الأخرى. في نهاية فترة الحضانة( 212 يومًا)، تم تسجيل الانبعاثات عند 5.8 نانومول جم-1 د-1 من الميثان، 14.5 نانومول جم-1 د-1 من الإيثيلين، 3.9 نانومول جم-1 د-1 من الإيثان و 9.7 نانومول جم-1 د-1 من البروبيلين.

#### أوغندا

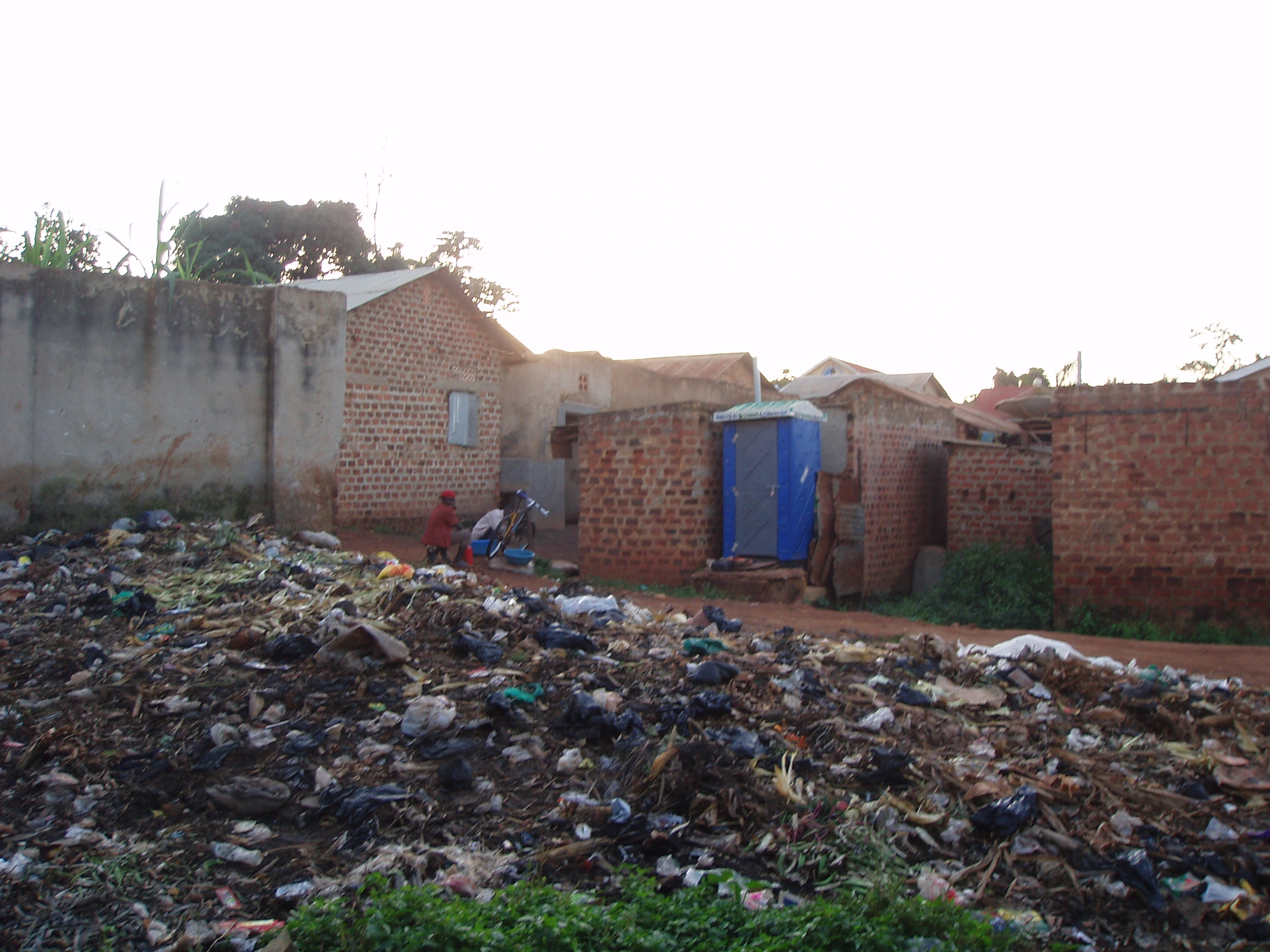
كومة من القمامة بما في ذلك الأكياس البلاستيكية في كمبالا، أوغندا

### آسيا

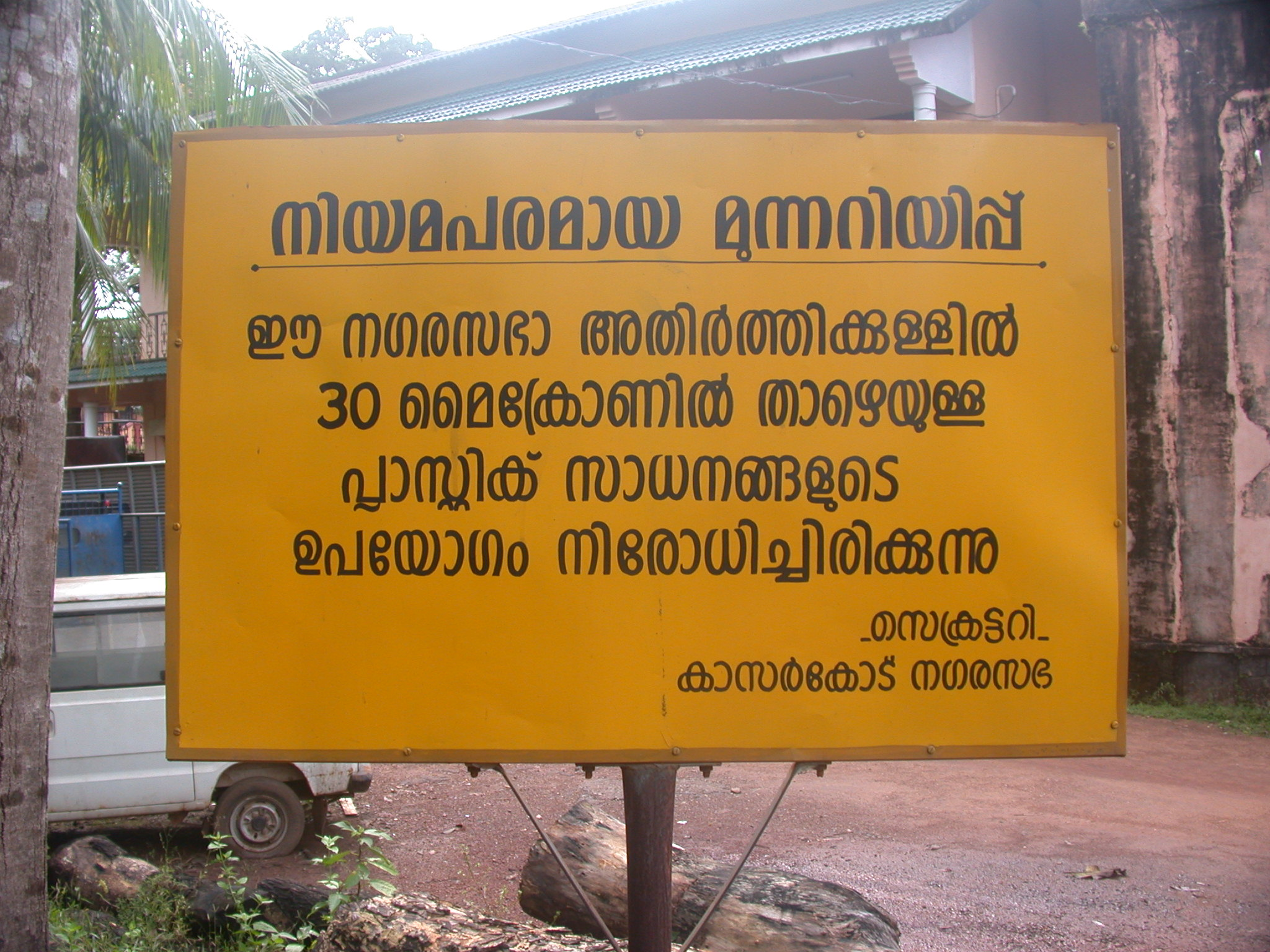
لافتة تُعلن أن أكياس البوليثين الأرق من 30 ميكرومتر ممنوعة في كاساراجود، كيرلا، الهند.

#### الولايات المتحدة

التخلص التدريجي من الأكياس البلاستيكية خفيفة الوزن في الولايات المتحدة(تم تمرير القوانين في GU و ME و NY و VT، ولكنها لم تسري بعد، ولم تظهر على الخريطة)
الأكياس البلاستيكية محظورة

## التشريعات حول العالم

### ملخص

التخلص التدريجي من الأكياس البلاستيكية خفيفة الوزن حول العالم (القوانين التي تم تمريرها ولكنها لم تدخل حيز التنفيذ حتى الآن لا تظهر على الخريطة)

| التشريع                   | الدولة                        | المجموعات الإقليمية للأمم المتحدة | ملاحظات | مراجع                                            |
| ------------------------- | ----------------------------- | --------------------------------- | --- | ------------------------------------------------ |
| المنع                     | أفغانستان                     | آسيا والمحيط الهادئ               | | [ 8 ]                                            |
| المنع                     | ألبانيا                       | أوروبا الشرقية                    | منذ 2018. | [ 9 ]                                            |
| المنع                     | أندورا                        | أوروبا الغربية ودول أخرى          | منذ 2017. | [ 10 ]                                           |
| المنع                     | أنغويلا                       | غير معرف                          | منذ 2018. | [ 11 ]                                           |
| المنع                     | أنتيغوا وباربودا              | أمريكا اللاتينية                  | | [ 12 ]                                           |
| منع جزئي                  | الأرجنتين                     | أمريكا اللاتينية                  | ممنوعة في عدة مدن. | [ 13 ]                                           |
| المنع                     | أرمينيا                       | أوروبا الشرقية                    | منذ 2022. | [ 14 ]                                           |
| المنع                     | أستراليا                      | أوروبا الغربية ودول أخرى          | الأكياس البلاستيكية خفيفة الوزن محظورة في جميع الولايات والأقاليم. استبدلت الأكياس البلاستيكية خفيفة الوزن بأكياس سميكة قابلة لإعادة الاستخدام مقاس 15 بوصة في سلسلتي سوبر ماركت رئيسيين في جميع الولايات والأقاليم. | [ 15 ] [ 16 ] [ 17 ] [ 18 ] [ 19 ] [ 20 ] [ 21 ] |
| المنع                     | النمسا                        | أوروبا الغربية ودول أخرى          | منذ 2020. | [ 22 ]                                           |
| المنع                     | أذربيجان                      | أوروبا الشرقية                    | منذ 2021. | [ 23 ]                                           |
| المنع                     | جزر البهاما                   | أمريكا اللاتينية                  | منذ 1 يوليو 2020. | [ 24 ]                                           |
| المنع                     | البحرين                       | آسيا والمحيط الهادئ               | منذ 21 يوليو 2019. | [ 25 ]                                           |
| المنع                     | بنغلاديش                      | آسيا والمحيط الهادئ               | منذ 2002. | [ 26 ]                                           |
| المنع                     | باربادوس                      | أمريكا اللاتينية                  | منذ أبريل 2019. | [ 27 ]                                           |
|                           | بيلاروس                       | أوروبا الشرقية                    | رسوم مخطط لها. | [ 28 ]                                           |
| المنع                     | بلجيكا                        | أوروبا الغربية ودول أخرى          | منذ 2016 في فالونيا و2017 في بروكسل و2019 في فلاندر. | [ 29 ] [ 30 ]                                    |
| المنع                     | بليز                          | أمريكا اللاتينية                  | منذ 22 أبريل 2019 (يوم الأرض). | [ 31 ] [ 32 ]                                    |
| المنع                     | بنين                          | أفريقيا                           | منذ نوفمبر 2017. | [ 33 ] [ 34 ]                                    |
| المنع                     | بوتان                         | آسيا والمحيط الهادئ               | | [ 35 ]                                           |
| منع جزئي                  | بوليفيا                       | أمريكا الجنوبية                   | ممنوعة في لاباز. | [ 36 ]                                           |
| رسوم عليها                | البوسنة والهرسك               | أوروبا الشرقية                    | | [ 8 ]                                            |
| المنع                     | بوتسوانا                      | أفريقيا                           | منذ نوفمبر 2018. | [ 37 ]                                           |
| منع جزئي                  | البرازيل                      | أمريكا اللاتينية                  | ممنوعة في ساو باولو وريو دي جانيرو. | [ 38 ] [ 39 ]                                    |
|                           | إقليم المحيط الهندي البريطاني | غير معرف                          | الانتقال من الأكياس البلاستيكية إلى الأكياس الورقية مخطط لها ولكن الطريقة غير معلنة. | [ 40 ]                                           |
| رسوم طوعية                | بروناي                        | آسيا والمحيط الهادئ               | | [ 41 ]                                           |
| رسوم عليها                | بلغاريا                       | أوروبا الشرقية                    | | [ 42 ]                                           |
| المنع                     | بوركينا فاسو                  | أفريقيا                           | منذ 2015. | [ 43 ] [ 34 ]                                    |
| المنع                     | بوروندي                       | أفريقيا                           | منذ 22 أغسطس 2019. | [ 44 ]                                           |
| رسوم عليها                | كمبوديا                       | آسيا والمحيط الهادئ               | منذ أكتوبر 2017. | [ 45 ]                                           |
| المنع                     | الكاميرون                     | أفريقيا                           | منذ أبريل 2014. | [ 46 ]                                           |
| المنع                     | كندا                          | أوروبا الغربية ودول أخرى          | منذ 20 ديسمبر 2022. | See section                                      |
| المنع                     | الرأس الأخضر                  | أفريقيا                           | منذ 2017. | [ 48 ] [ 34 ]                                    |
| المنع                     | جمهورية إفريقيا الوسطى        | أفريقيا                           | منذ 2021 | [ 49 ]                                           |
| منع جزئي                  | تشاد                          | أفريقيا                           | ممنوعة في انجمينا. | [ 50 ]                                           |
| المنع                     | تشيلي                         | أمريكا اللاتينية                  | منذ فبراير 2019. | [ 51 ]                                           |
| المنع                     | الصين                         | آسيا والمحيط الهادئ               | منذ 2022. توجد رسوم منذ يونيو 2008. هونغ كونغ وماكاو تطبق رسومًا. | [ 52 ] [ 53 ] [ 54 ] [ 55 ] [ 56 ]               |
| رسوم عليها                | تايوان                        | آسيا والمحيط الهادئ               | منذ 2003. المنع مخطط له في 2030. | [ 57 ] [ 58 ] [ 59 ] [ 60 ]                      |
| المنع                     | كولومبيا                      | أمريكا اللاتينية                  | منذ يوليو 2017. تطبق رسوم على الأكياس التي يعاد استخدامها. | [ 61 ] [ 62 ]                                    |
| المنع                     | جزر القمر                     | أفريقيا                           | منذ أبريل 2018. | [ 63 ]                                           |
| المنع                     | كوستاريكا                     | أمريكا اللاتينية                  | منذ 2021. | [ 64 ] [ 65 ]                                    |
| المنع                     | جمهورية الكونغو الديمقراطية   | أفريقيا                           | منذ 2018. | [ 66 ]                                           |
| المنع                     | الكونغو                       | أفريقيا                           | منذ 2011. | [ 67 ]                                           |
| المنع                     | كرواتيا                       | أوروبا الشرقية                    | منذ 2022. | [ 68 ]                                           |
| المنع                     | قبرص                          | أوروبا الغربية ودول أخرى          | منذ 18 فبراير 2023. | [ 69 ] [ 70 ]                                    |
| رسوم عليها                | جمهورية التشيك                | أوروبا الشرقية                    | منذ 2018 | [ 71 ]                                           |
| رسوم عليها                | الدنمارك                      | أوروبا الغربية ودول أخرى          | ضريبة على الأكياس البلاستيكية منذ عام 1993. هناك أيضًا ضريبة في جرينلاند. | [ 72 ] [ 73 ]                                    |
| المنع                     | جيبوتي                        | أفريقيا                           | | [ 8 ]                                            |
| المنع                     | دومينيكا                      | أمريكا الشمالية                   | منذ 2019. | [ 74 ]                                           |
| المنع                     | تيمور الشرقية                 | آسيا والمحيط الهادئ               | منذ 23 فبراير 2021. | [ 75 ]                                           |
| رسوم عليها                | الإكوادور                     | أمريكا اللاتينية                  | منذ 9 مايو 2020. ممنوعة في جزر غالاباغوس. | [ 76 ] [ 77 ]                                    |
| منع جزئي                  | مصر                           | أفريقيا                           | ممنوعة في محافظة البحر الأحمر. | [ 78 ]                                           |
| رسوم عليها                | غينيا الاستوائية              | أفريقيا                           | رسوم عليها منذ 12 ديسمبر 2019. | [ 79 ]                                           |
| المنع                     | إرتريا                        | أفريقيا                           | منذ 2005. | [ 80 ]                                           |
| رسوم عليها                | إستونيا                       | أوروبا الشرقية                    | منذ يوليو 2017. | [ 72 ]                                           |
| منع جزئي                  | إثيوبيا                       | أفريقيا                           | | [ 81 ]                                           |
| المنع                     | فيجي                          | آسيا والمحيط الهادئ               | منذ 2020. | [ 82 ]                                           |
| رسوم طوعية                | فنلندا                        | أوروبا الغربية ودول أخرى          | | [ 83 ] [ 72 ]                                    |
| المنع                     | فرنسا                         | أوروبا الغربية ودول أخرى          | منذ يوليو 2016. ممنوعة في مقاطعات وأقاليم ما وراء البحار الفرنسية. | [ 84 ] [ 85 ] [ 86 ] [ 87 ] [ 88 ]               |
| المنع                     | الغابون                       | أفريقيا                           | منذ 2010. | [ 89 ]                                           |
| المنع                     | غامبيا                        | أفريقيا                           | منذ 2015. | [ 90 ] [ 34 ]                                    |
| المنع                     | جورجيا                        | أوروبا الشرقية                    | منذ 2017. | [ 91 ]                                           |
| المنع                     | ألمانيا                       | أوروبا الغربية ودول أخرى          | منذ 2022. | [ 92 ]                                           |
| المنع                     | جبل طارق                      | غير معرف                          | منذ 2019. | [ 93 ]                                           |
| رسوم عليها                | اليونان                       | أوروبا الغربية ودول أخرى          | منذ 2018. | [ 94 ]                                           |
| المنع                     | غرينادا                       | أمريكا اللاتينية                  | منذ فبراير 2019. | [ 95 ]                                           |
| المنع                     | غواتيمالا                     | أمريكا اللاتينية                  | منذ 2021. | [ 96 ]                                           |
| حظر إقليمية مع رسوم طوعية | غيرنزي                        | غير معرف                          | ممنوعة في آلدرني. ممنوعة طوعية في غيرنسي. | [ 97 ] [ 98 ]                                    |
| المنع                     | غينيا بيساو                   | أفريقيا                           | منذ 2016. | [ 99 ] [ 34 ]                                    |
| المنع                     | غيانا                         | أمريكا اللاتينية                  | منذ 2021. | [ 100 ]                                          |
| المنع                     | هايتي                         | أمريكا اللاتينية                  | | [ 101 ] [ 32 ]                                   |
| منع جزئي                  | هندوراس                       | أمريكا اللاتينية                  | ممنوعة في إدارة جزر الخليج. | [ 102 ]                                          |
| رسوم عليها                | المجر                         | أوروبا الشرقية                    | منذ 2012. | [ 72 ]                                           |
| المنع                     | آيسلندا                       | أوروبا الغربية ودول أخرى          | منذ 2021. | [ 103 ]                                          |
| المنع                     | الهند                         | آسيا والمحيط الهادئ               | منذ عام 2002. | [ 104 ] [ 105 ]                                  |
| منع جزئي والحظر           | إندونيسيا                     | آسيا والمحيط الهادئ               | رسوم في 23 مدينة. ممنوعة في بالي منذ يونيو 2019 وجاكرتا منذ يوليو 2020. | [ 106 ] [ 107 ] [ 108 ] [ 109 ]                  |
| رسوم عليها                | أيرلندا                       | أوروبا الغربية ودول أخرى          | منذ مارس 2002 وأضيفت ضريبة 0.15 يورو لجميع الأكياس البلاستيكية. منذ إضافة هذه الرسوم، كان هناك انخفاض بنسبة 90٪ في استخدام الأكياس البلاستيكية.                                                                      | [ 110 ] [ 111 ]                                  |
|                           | جزيرة مان                     | غير معرف                          | المنع. | [ 112 ] [ 113 ]                                  |
| المنع                     | إيطاليا                       | أوروبا الغربية ودول أخرى          | منذ يناير 2011. | [ 114 ]                                          |
| المنع                     | ساحل العاج                    | أفريقيا                           | منذ 2014. | [ 115 ] [ 34 ]                                   |
| المنع                     | جامايكا                       | أمريكا اللاتينية                  | منذ يناير 2019. | [ 116 ] [ 32 ]                                   |
| رسوم عليها                | اليابان                       | آسيا والمحيط الهادئ               | منذ يوليو 2020. | [ 117 ] [ 118 ] [ 119 ]                          |
| المنع                     | جيرزي                         | غير معرف                          | المنع منذ يوليو 2022. الأكياس القابلة لإعادة الاستخدام تخضع لرسوم 70 بنس. | [ 120 ] [ 121 ]                                  |
|                           | كازاخستان                     | آسيا والمحيط الهادئ               | المنع قيد النظر. | [ 122 ]                                          |
| المنع                     | كينيا                         | أفريقيا                           | منذ 28 أغسطس 2017. | [ 123 ]                                          |
| المنع                     | كيريباتي                      | آسيا والمحيط الهادئ               | منذ أكتوبر 2020. | [ 124 ]                                          |
|                           | قرغيزستان                     | آسيا والمحيط الهادئ               | المنع قيد النظر. | [ 125 ]                                          |
| رسوم عليها                | لاتفيا                        | أوروبا الشرقية                    | منذ يناير 2019. المنع سينفذ بحلول عام 2025. | [ 126 ] [ 127 ]                                  |
| منع جزئي                  | لبنان                         | آسيا والمحيط الهادئ               | ممنوعة في جبيل. | [ 128 ]                                          |
|                           | ليسوتو                        | أفريقيا                           | رسوم مخططة. | [ 129 ]                                          |
| رسوم عليها                | ليتوانيا                      | أوروبا الشرقية                    | منذ 31 ديسمبر 2018. | [ 72 ]                                           |
| رسوم عليها                | لوكسمبورغ                     | أوروبا الغربية ودول أخرى          | | [ 72 ] [ 83 ]                                    |
| المنع                     | مدغشقر                        | أفريقيا                           | منذ 2015. | [ 130 ]                                          |
|                           | مالاوي                        | أفريقيا                           | ألغي الحظر عدة مرات. | [ 63 ]                                           |
| منع إقليمي                | ماليزيا                       | آسيا والمحيط الهادئ               | رسوم في ولايتين. | [ 131 ] [ 132 ]                                  |
| المنع                     | المالديف                      | آسيا والمحيط الهادئ               | منذ يونيو 2021. | [ 133 ]                                          |
| المنع                     | مالي                          | أفريقيا                           | | [ 134 ] [ 34 ]                                   |
| المنع                     | مالطا                         | أوروبا الغربية ودول أخرى          | منذ 2022. | [ 72 ] [ 135 ]                                   |
| المنع                     | جزر مارشال                    | آسيا والمحيط الهادئ               | | [ 136 ]                                          |
| المنع                     | موريتانيا                     | أفريقيا                           | منذ 2013. | [ 137 ]                                          |
| المنع                     | موريشيوس                      | أفريقيا                           | منذ 2016. | [ 138 ]                                          |
| منع جزئي                  | المكسيك                       | أمريكا اللاتينية                  | ممنوعة في 18 ولاية وميكسيكو سيتي. | [ 139 ] [ 140 ] [ 141 ]                          |
| المنع                     | ميكرونيسيا                    | آسيا والمحيط الهادئ               | منذ 31 ديسمبر 2020. | [ 136 ] [ 142 ] [ 143 ] [ 144 ]                  |
| المنع                     | مولدوفا                       | أوروبا الشرقية                    | منذ 2021. | [ 145 ]                                          |
| المنع                     | موناكو                        | أوروبا الغربية ودول أخرى          | منذ 2016. | [ 146 ]                                          |
| المنع                     | منغوليا                       | آسيا والمحيط الهادئ               | منذ مارس 2019. | [ 147 ]                                          |
|                           | الجبل الأسود                  | أوروبا الشرقية                    | المنع مقترح. | [ 148 ]                                          |
| المنع                     | المغرب                        | أفريقيا                           | منذ يوليو 2016. | [ 149 ]                                          |
| رسوم عليها                | موزمبيق                       | أفريقيا                           | منذ 5 فبراير 2016. سينفذ المنع بحلول 2024. | [ 150 ] [ 151 ]                                  |
| منع جزئي                  | ميانمار                       | آسيا والمحيط الهادئ               | ممنوعة في يانغون. | [ 152 ]                                          |
| منع جزئي                  | ناميبيا                       | أفريقيا                           | ممنوعة في الأماكن المحمية. | [ 63 ] [ 153 ]                                   |
| المنع                     | ناورو                         | آسيا والمحيط الهادئ               | منذ 23 أبريل 2021. | [ 154 ]                                          |
| المنع                     | نيبال                         | آسيا والمحيط الهادئ               | | [ 155 ]                                          |
| رسوم عليها                | هولندا                        | أوروبا الغربية ودول أخرى          | منذ 2016. ممنوعة في أروبا وسينت مارتن والجزر الكاريبية الهولندية. | [ 156 ] [ 157 ] [ 158 ] [ 159 ] [ 160 ]          |
| المنع                     | نيوزيلندا                     | أوروبا الغربية ودول أخرى          | منذ يوليو 2019. حظر أيضًا في نييوي. المنع المخطط لها في جزر كوك. | [ 161 ] [ 162 ] [ 163 ]                          |
| المنع                     | النيجر                        | أفريقيا                           | | [ 164 ] [ 34 ]                                   |
| المنع                     | نيجيريا                       | أفريقيا                           | | [ 165 ] [ 34 ]                                   |
| رسوم عليها                | مقدونيا الشمالية              | أوروبا الشرقية                    | منذ 2009. | [ 166 ] [ 167 ]                                  |
| رسوم طوعية                | النرويج                       | أوروبا الغربية ودول أخرى          | | [ 168 ]                                          |
| المنع                     | عمان                          | آسيا والمحيط الهادئ               | منذ 2021. | [ 169 ]                                          |
| المنع                     | باكستان                       | آسيا والمحيط الهادئ               | حظرت طوعية في كل مقاطعات وأقاليم البلاد من 1994 إلى 2019. | [ 170 ] [ 171 ] [ 172 ] [ 173 ]                  |
| المنع                     | بالاو                         | آسيا والمحيط الهادئ               | | [ 174 ]                                          |
| المنع                     | بنما                          | أمريكا اللاتينية                  | منذ 20 يوليو 2019. | [ 175 ]                                          |
| المنع                     | بابوا غينيا الجديدة           | آسيا والمحيط الهادئ               | منذ 2016. | [ 176 ] [ 177 ]                                  |
| رسوم عليها                | بيرو                          | أمريكا اللاتينية                  | منذ أغسطس 2019. | [ 178 ] [ 179 ]                                  |
| منع جزئي مع رسوم          | الفلبين                       | آسيا والمحيط الهادئ               | ممنوعة في مدن حاضرة مانيلا، باستثناء تاغويغ ومالابون وكالوكان وفالنزويلا ونافوتاس وسان خوان ديل مونتي وباراناك. | [ 180 ] [ 181 ] [ 182 ] [ 183 ] [ 184 ]          |
| رسوم عليها                | بولندا                        | أوروبا الشرقية                    | منذ 2018. | [ 185 ]                                          |
| رسوم عليها                | البرتغال                      | أوروبا الغربية ودول أخرى          | منذ 2016. | [ 186 ]                                          |
| المنع                     | رومانيا                       | أوروبا الشرقية                    | منذ 2019. | [ 72 ]                                           |
|                           | روسيا                         | أوروبا الشرقية                    | ممنوعة في 2024. | [ 187 ]                                          |
| المنع                     | رواندا                        | أفريقيا                           | منذ 2008. | [ 188 ]                                          |
| المنع                     | سانت فينسنت والغرينادين       | أمريكا اللاتينية                  | منذ أغسطس 2020. | [ 189 ]                                          |
| المنع                     | ساموا                         | آسيا والمحيط الهادئ               | منذ 2019. | [ 190 ]                                          |
| المنع                     | سان مارينو                    | أوروبا الغربية ودول أخرى          | منذ 1 يونيو 2021. | [ 191 ]                                          |
| المنع                     | ساو تومي وبرينسيب             | أفريقيا                           | منذ 2021 | [ 192 ]                                          |
| المنع                     | السنغال                       | أفريقيا                           | منذ أبريل 2015. | [ 193 ] [ 34 ]                                   |
| رسوم عليها                | صربيا                         | أوروبا الشرقية                    | منذ 2018. ممنوعة في بلغراد. | [ 194 ] [ 195 ]                                  |
| المنع                     | سيشل                          | أفريقيا                           | منذ 2017. | [ 196 ]                                          |
| رسوم عليها                | سلوفاكيا                      | أوروبا الشرقية                    | منذ مارس 2017. | [ 72 ]                                           |
| رسوم عليها                | سلوفينيا                      | أوروبا الشرقية                    | منذ 2019. | [ 197 ]                                          |
| منع جزئي                  | جزر سليمان                    | آسيا والمحيط الهادئ               | ممنوعة في Western Province ‏. | [ 198 ]                                          |
| منع جزئي                  | الصومال                       | أفريقيا                           | ممنوعة في صوماليلاند. | [ 199 ] [ 200 ] [ 201 ] [ 202 ] [ 203 ]          |
| رسوم عليها                | جنوب إفريقيا                  | أفريقيا                           | منذ 2004. | [ 204 ] [ 205 ]                                  |
| المنع                     | كوريا الجنوبية                | آسيا والمحيط الهادئ               | منذ أغسطس 2018. | [ 206 ]                                          |
| المنع                     | جنوب السودان                  | أفريقيا                           | | [ 207 ]                                          |
| رسوم عليها                | إسبانيا                       | أوروبا الغربية ودول أخرى          | منذ يوليو 2018. ممنوعة في جزر البليار منذ 2020. | [ 208 ] [ 209 ]                                  |
| المنع                     | سريلانكا                      | آسيا                              | منذ 2017. | [ 210 ]                                          |
| منع جزئي                  | السودان                       | أفريقيا                           | ممنوعة في ولاية الخرطوم. | [ 211 ]                                          |
| رسوم عليها                | السويد                        | أوروبا الغربية ودول أخرى          | | [ 212 ]                                          |
| رسوم طوعية                | سويسرا                        | أوروبا الغربية ودول أخرى          | ممنوعة في جنيف منذ 2020. | [ 213 ] [ 214 ] [ 215 ] [ 216 ]                  |
| المنع                     | تنزانيا                       | أفريقيا                           | منذ يونيو 2019. | [ 217 ] [ 218 ]                                  |
| المنع                     | تايلاند                       | آسيا والمحيط الهادئ               | منذ 2021. | [ 219 ] [ 220 ]                                  |
| المنع                     | توغو                          | أفريقيا                           | منذ يوليو 2018. | [ 221 ] [ 34 ]                                   |
| المنع                     | تونس                          | أفريقيا                           | منذ مارس 2017. | [ 222 ]                                          |
| رسوم عليها                | تركيا                         | أوروبا الغربية ودول أخرى          | محظورة في بعض المناطق. تطبق رسوم في قبرص الشمالية أيضًا. | [ 223 ] [ 224 ] [ 225 ]                          |
| المنع                     | جزر توركس وكايكوس             | غير معرف                          | منذ يناير 2019. | [ 226 ]                                          |
| المنع                     | توفالو                        | آسيا والمحيط الهادئ               | منذ أغسطس 2019. | [ 227 ]                                          |
| المنع                     | أوغندا                        | أفريقيا                           | منذ سبتمبر 2007. | [ 228 ]                                          |
| المنع                     | أوكرانيا                      | أوروبا الشرقية                    | منذ 10 ديسمبر 2021. | [ 229 ] [ 230 ]                                  |
| منع جزئي                  | الإمارات العربية المتحدة      | آسيا والمحيط الهادئ               | ممنوعة في أبو ظبي منذ 1 يونيو 2022. | [ 231 ]                                          |
| رسوم عليها                | المملكة المتحدة               | أوروبا الغربية ودول أخرى          | إنجلترا: ضربية 5 جنيه منذ عام 2015. وارتفعت إلى 10 جنيه في عام 2021. | [ 232 ] [ 233 ]                                  |
| رسوم عليها                | المملكة المتحدة               | أوروبا الغربية ودول أخرى          | أيرلندا الشمالية: ضربية 5 جنيه منذ 2013. وارتفعت إلى 25 جنيه في 2022. | [ 234 ] [ 235 ]                                  |
| رسوم عليها                | المملكة المتحدة               | أوروبا الغربية ودول أخرى          | إسكتلندا: 5 جنيه إستراليني ضريبة منذ 2014. أصبحت عشرة في 2021. | [ 236 ] [ 237 ]                                  |
| رسوم عليها                | المملكة المتحدة               | أوروبا الغربية ودول أخرى          | ويلز: 5 جنيه إستراليني ضريبة منذ 2011. المنع مخطط له. | [ 238 ] [ 239 ]                                  |
| ممنوعة جزئيًا مع وجود رسوم | الولايات المتحدة              | أوروبا الغربية ودول أخرى          | ممنوعة في تسع ولايات (واحدة بحكم الواقع) وخمس أقاليم. سيدخل المنع حيز التنفيذ في كولورادو في عام 2024. |                                                  |
| المنع                     | الأوروغواي                    | أمريكا الجنوبية                   | منذ يوليو 2019. | [ 240 ]                                          |
| رسوم عليها                | أوزبكستان                     | آسيا والمحيط الهادئ               | منذ 2019. | [ 241 ]                                          |
| المنع                     | فانواتو                       | آسيا والمحيط الهادئ               | منذ 31 يناير 2018. | [ 242 ]                                          |
| المنع                     | الفاتيكان                     | أوروبا الغربية ودول أخرى          | منذ 2019. | [ 243 ]                                          |
|                           | فيتنام                        | آسيا والمحيط الهادئ               | يخطط للمنع في 2025. | [ 244 ]                                          |
| المنع                     | اليمن                         | آسيا والمحيط الهادئ               | | [ 8 ]                                            |
|                           | زامبيا                        | أفريقيا                           | أعلن الحظر ولكن لم ينفذ. | [ 63 ]                                           |
| المنع                     | زيمبابوي                      | أفريقيا                           | | [ 8 ]                                            |

### أمريكا الشمالية

#### كندا
| مقاطعة / الإقليم          | البلدية                    | تاريخ السن     | تاريخ النفاذ | تأثير |
| ------------------------- | -------------------------- | -------------- | --- | --- |
| ألبرتا                    | بلدية وود بوفالو الإقليمية | 10 أبريل 2010  | 10 سبتمبر 2010 | حظر أكياس التسوق البلاستيكية ذات الاستخدام الواحد. يجب ألا يقل حجم الأكياس القابلة لإعادة الاستخدام عن 2.25 مل. |
| كولومبيا البريطانية       | فيكتوريا                   | 17 ديسمبر 2017 | 1 يوليو 2018 | حظر أكياس التسوق البلاستيكية ذات الاستخدام الواحد.                                                              |
| مانيتوبا                  |                            |                | | |
| ليف رابيدز                | 22 مارس 2007               | 2 أبريل 2007   | حظر أكياس التسوق البلاستيكية ذات الاستخدام الواحد.                                                                         | |
| طومسون                    | 27 سبتمبر 2010             | 31 ديسمبر 2010 | حظر أكياس البولي إيثيلين ذات الاستخدام الواحد. يجب أن يكون سمك الأكياس القابلة لإعادة الاستخدام 2.25 مل.                   | |
| برونزيك جديد              |                            |                | | |
| دييب                      | 10 يونيو 2019              | 1 أكتوبر 2020  | حظر أكياس التسوق البلاستيكية ذات الاستخدام الواحد.                                                                         | |
| مونكتون                   |                            | 1 أكتوبر 2020  | حظر أكياس التسوق البلاستيكية ذات الاستخدام الواحد.                                                                         | |
| ريفرفيو                   | 10 يونيو 2019              | 1 أكتوبر 2020  | حظر أكياس التسوق البلاستيكية ذات الاستخدام الواحد.                                                                         | |
| نيوفاوندلاند ولابرادور    | على مستوى المقاطعة         | 9 أبريل 2019   | 1 أكتوبر 2020 | حظر أكياس التسوق البلاستيكية ذات الاستخدام الواحد.                                                              |
| الاقاليم الشمالية الغربية | على مستوى الإقليم          |                | 1 فبراير 2011 | كيس التسوق البلاستيكي للاستخدام مرة واحدة شحنة 25c.                                                             |
| مقاطعة نفوفا سكوشيا       | على مستوى المقاطعة         | 30 أكتوبر 2019 | 30 أكتوبر 2020 | حظر أكياس التسوق البلاستيكية ذات الاستخدام الواحد.                                                              |
| نونافوت                   | بحيرة بيكر                 | 3 يونيو 2021   | 3 يونيو 2021 | حظر أكياس التسوق البلاستيكية ذات الاستخدام الواحد.                                                              |
| جزيرة الأمير ادوارد       | على مستوى المقاطعة         |                | يوليو 2019 | حظر أكياس التسوق البلاستيكية ذات الاستخدام الواحد.                                                              |
| كيبيك                     |                            |                | | |
| بروسارد                   | 16 فبراير 2016             | 1 سبتمبر 2016  | حظر الأكياس البلاستيكية ذات الاستخدام الواحد (بما في ذلك السماد).                                                          | |
| دوكس مونتانيس             | 2009                       |                | حظر الأكياس البلاستيكية.                                                                                                   | |
| هانتينجدون                | 2008                       |                | حظر الأكياس البلاستيكية بما في ذلك الأكياس المستخدمة في الصحف والنشرات.                                                    | |
| مونتريال                  | 23 أغسطس 2016              | 1 يناير 2018   | حظر الأكياس البلاستيكية بما في ذلك المواد القابلة للتحلل. يجب ألا تقل سماكة الأكياس القابلة لإعادة الاستخدام عن 50 ميكرون. | |
| ساسكاتشوان                | ريجينا                     | 31 مايو 2020   | 1 فبراير 2022 | حظر أكياس التسوق البلاستيكية ذات الاستخدام الواحد فعال بعد جائحة فيروس كورونا.                                  |
| يوكون                     |                            |                | | |
| على مستوى المقاطعة        |                            | 1 يناير 2022   | حظر أكياس التسوق البلاستيكية ذات الاستخدام الواحد.                                                                         | |
| كارماكس                   |                            | 1 أغسطس 2019   | حظر أكياس التسوق البلاستيكية ذات الاستخدام الواحد.                                                                         | |